# 東京都交通局5500型電聯車
東京都交通局5500型電聯車（日语：／ Tōkyōto kōtsūkyoku 5500-gata densha */?）為東京都交通局（都營地下鐵）淺草線用的通勤型電聯車。

## 概要
本型車為淺草線車輛更新項目的第一步，設計理念是以「傳達日式和速度感的車輛」發想，主要用於替代老化的5300型。
於2016年度企劃中，預計於2021年完成27列的車輛汰舊換新，2017年時完成了第一個編成，2018年完成了7個編成，並且同時舉辦了新車發表會。在2019年的年度企畫中，2019年以及2020年各完成7組編成，最後的5組預計於2021年完成。
2018年6月30日開始營運。

## 車輛

### 外觀
前照燈採用10顆LED構成，內側4顆為近光燈，外側6顆用則於遠光燈。
車體結構採用綜合車輛製作所獨特的製造技術Sustina製造，車體材質採用輕量化不鏽鋼製造。考慮到發生碰撞事故，車身採用增強結構，以降低事故傷害。

### 內裝
車內色調採用白色及日本紙紋路作為基調，車體側牆採用印有竹子紋路的壁紙。車廂地板採用深褐色設計，車門邊採用黃色作為警戒色。

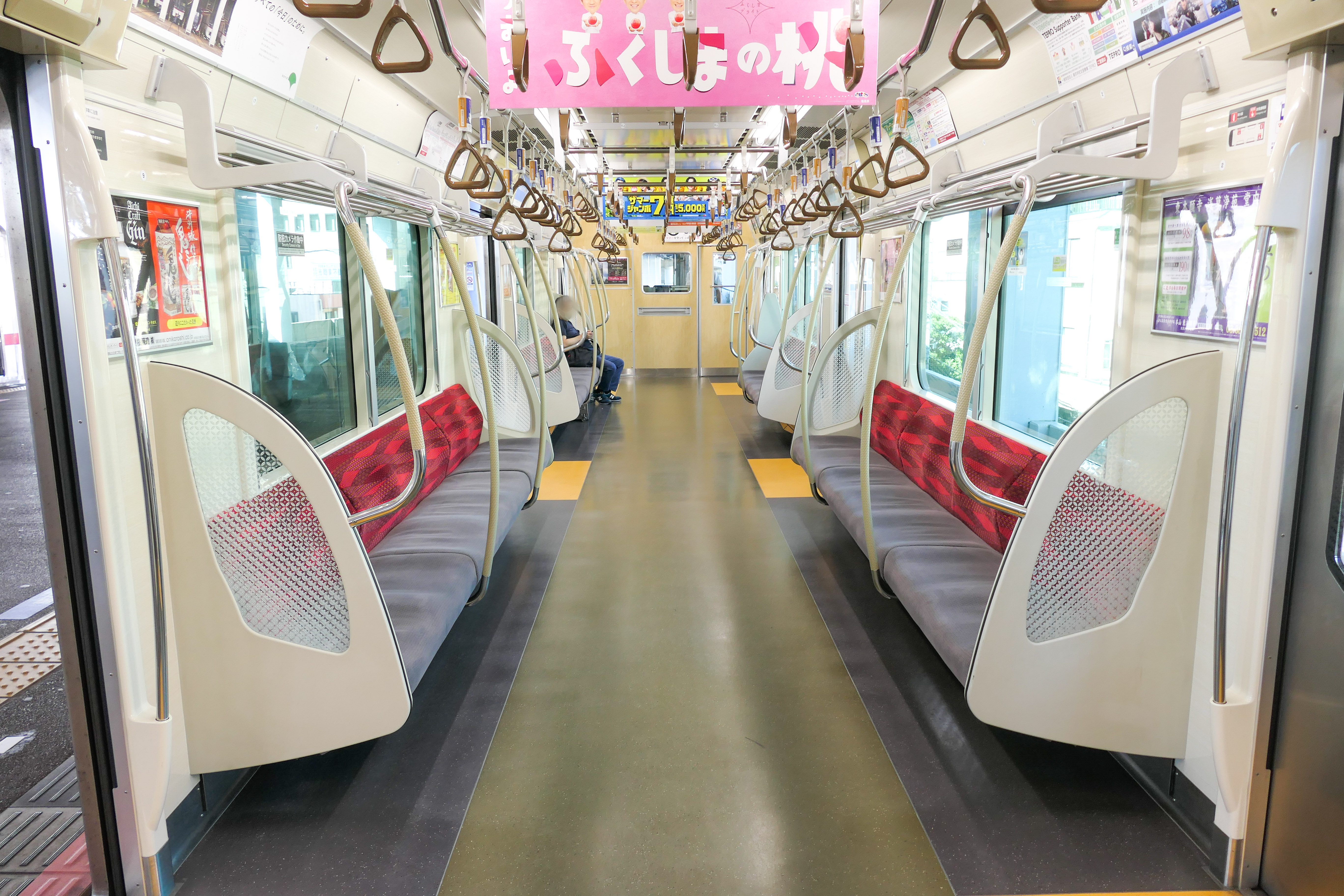
車内全景
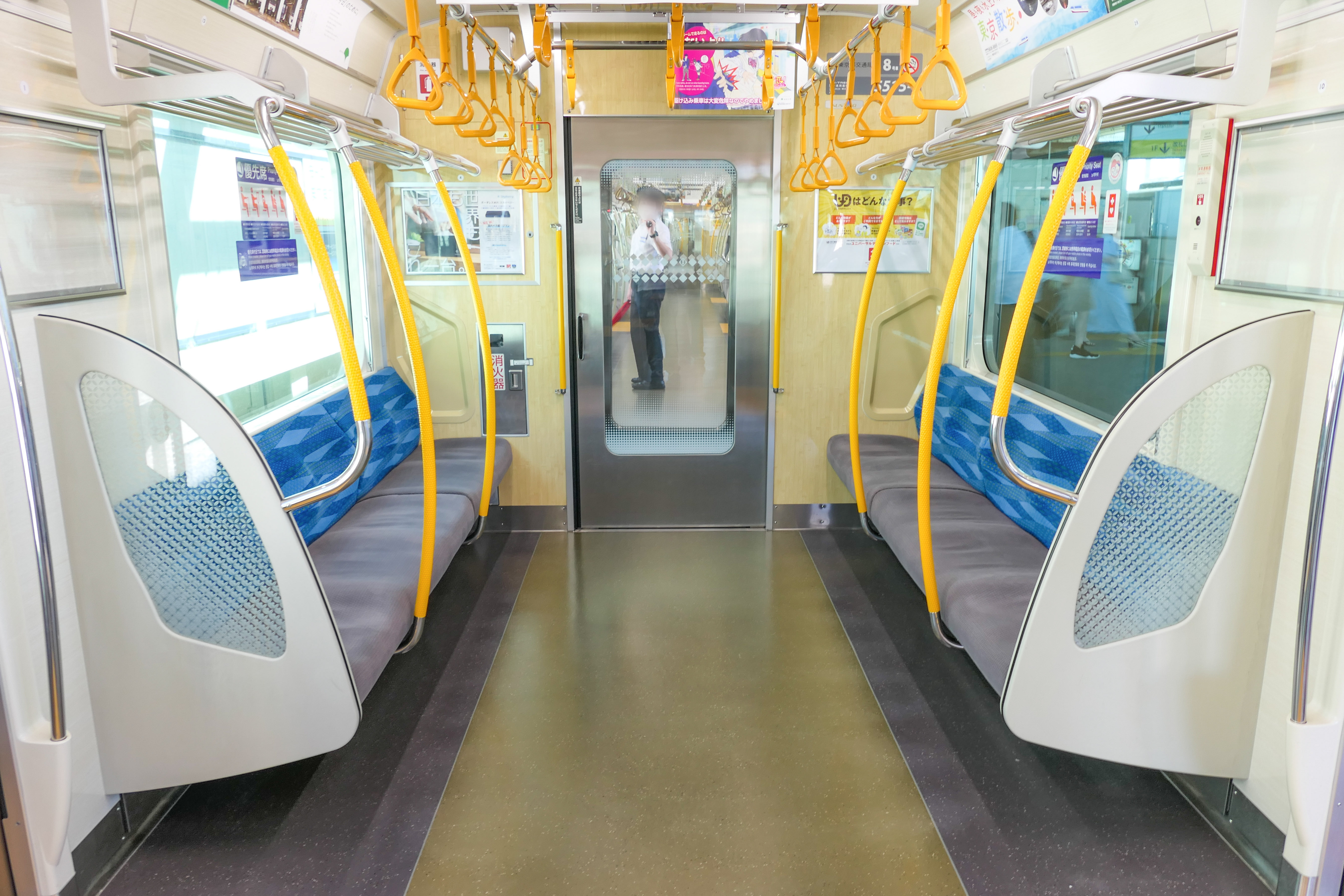
優先席
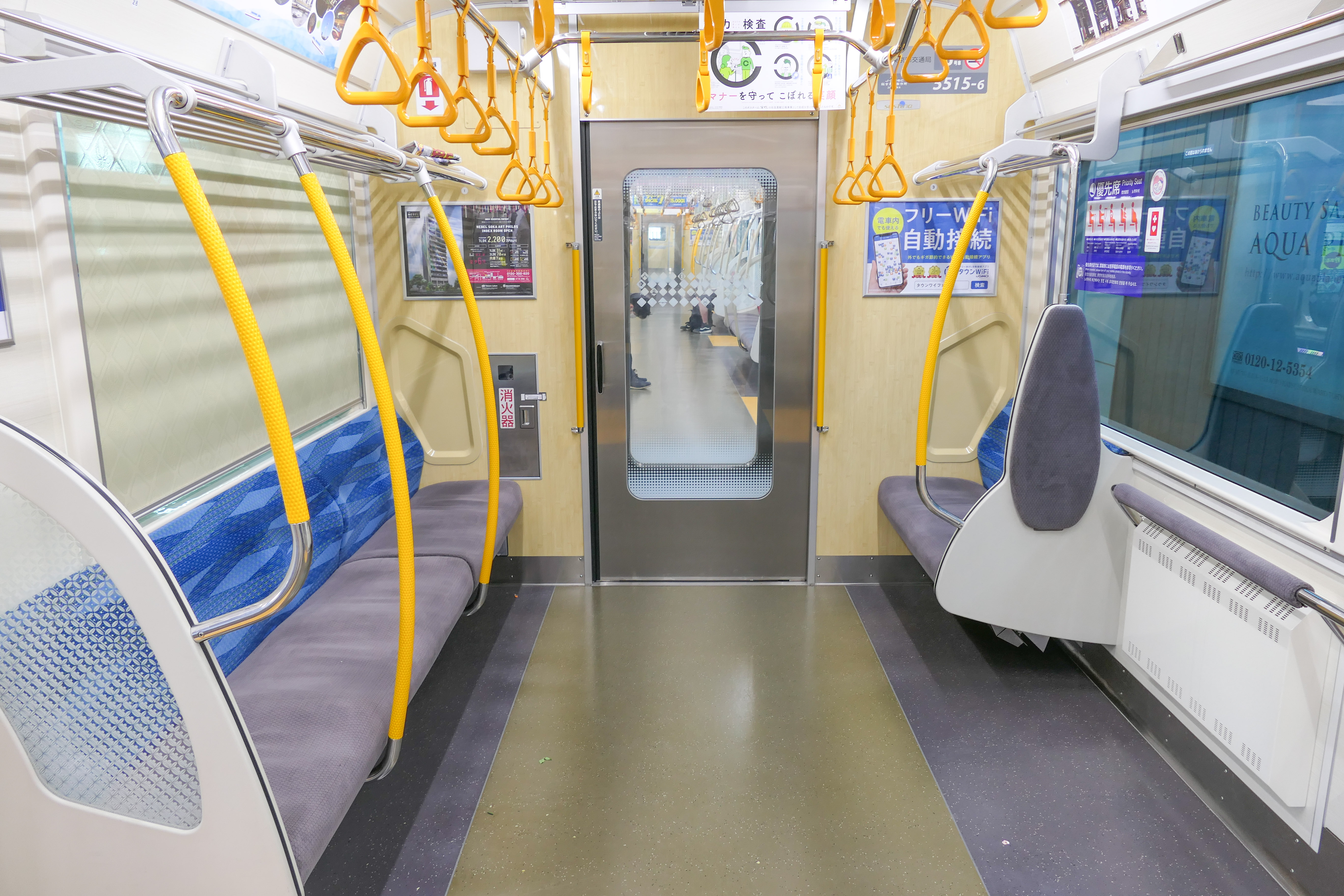
自由空間

### 車內旅客資訊板
每輛車車門上方皆有安裝2片LCD螢幕(液晶螢幕)，右側螢幕顯示列車行車資訊，左側螢幕則是播放動態廣告。
列車廣播系統留有與京急、京成及北總直通運轉的擴充空間。

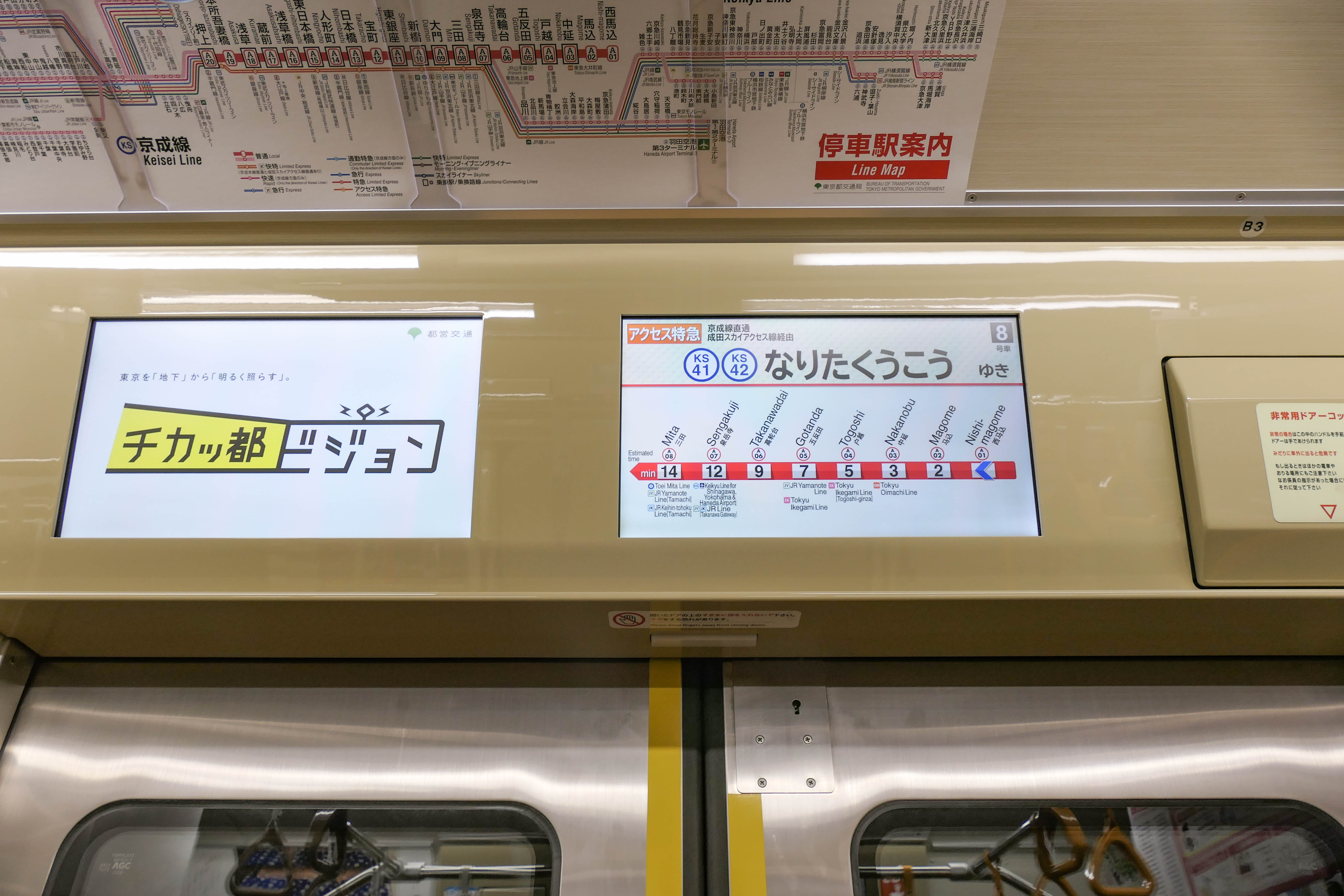
車内資訊顯示器
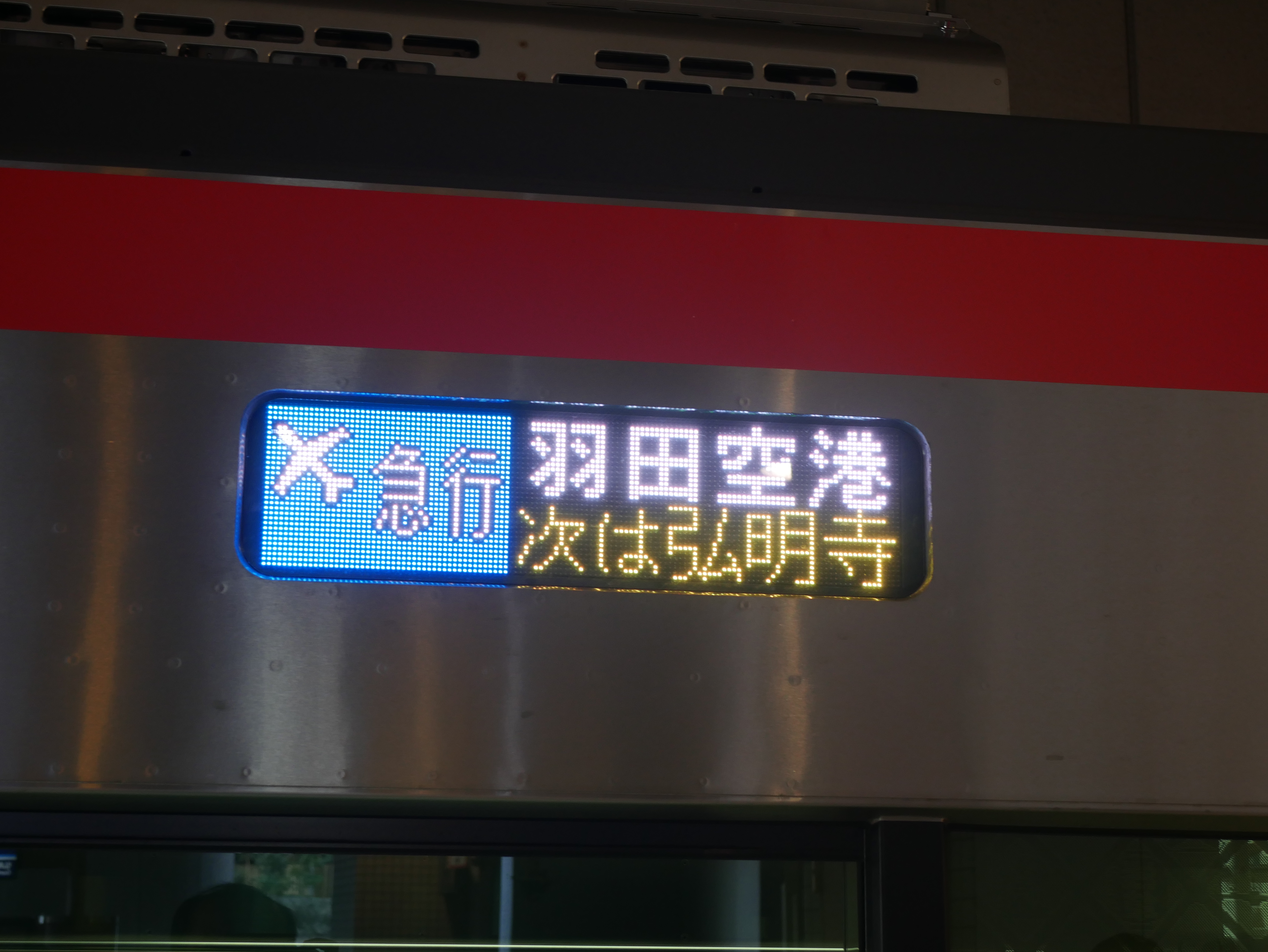
側面目的地顯示器

### 列車外行先
列車前端及側面設有全彩LED面板。列車前端顯示列車行先以及行駛級別，兩側設有急行燈及車尾燈。

### 駕駛室
駕駛室儀表廢除了傳統時速計、壓力計、投射燈...等設計，改以LCD螢幕(液晶螢幕)顯示。

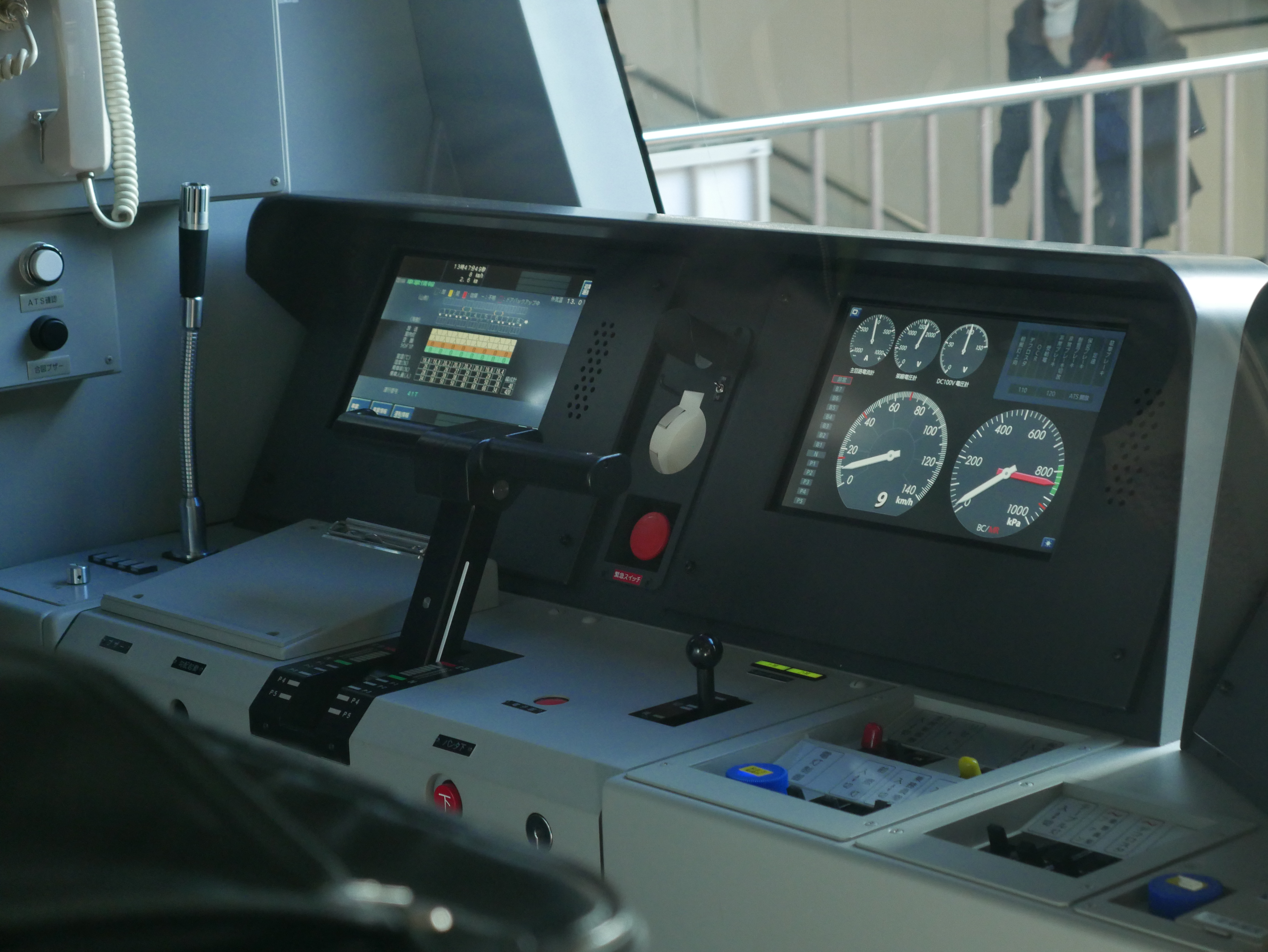
乘務員室的LCD顯示及主控制桿

### 機電設備
主控制器採用三菱電機製造的SiC-MOSFET變頻器。主電動機採用155 kW全閉式三相交流馬達(三菱電機MB-5160C型馬達)。

## 編成表
- 範例
  - VVVF：主控制裝置、SIV：補助電源裝置、CP:空氣壓縮機、BT：蓄電池

| | ←三崎口・羽田機場・西馬込 方向 押上・成田機場・印旛日本醫大方向→ |                                                         |                                                         |                                                         |                                                         |                                                         |                                                         |                                                         |            |
| 型號 | 5500-1 (M1c)                                                     | 5500-2 (M2)                                             | 5500-3 (M3)                                             | 5500-4 (T4)                                             | 5500-5 (T5)                                             | 5500-6 (M6)                                             | 5500-7 (M7)                                             | 5500-8 (M8c)                                            | 製造年度   |
| 機器配置 | VVVF,BT                                                          | VVVF                                                    | VVVF                                                    | SIV,CP                                                  | SIV,CP                                                  | VVVF                                                    | VVVF                                                    | VVVF,BT                                                 | 製造年度   |
| 車輛編號 | 5501-1 5502-1 5503-1 5504-1 5505-1 5506-1 5507-1 5508-1          | 5501-2 5502-2 5503-2 5504-2 5505-2 5506-2 5507-2 5508-2 | 5501-3 5502-3 5503-3 5504-3 5505-3 5506-3 5507-3 5508-3 | 5501-4 5502-4 5503-4 5504-4 5505-4 5506-4 5507-4 5508-4 | 5501-5 5502-5 5503-5 5504-5 5505-5 5506-5 5507-5 5508-5 | 5501-6 5502-6 5503-6 5504-6 5505-6 5506-6 5507-6 5508-6 | 5501-7 5502-7 5503-7 5504-7 5505-7 5506-7 5507-7 5508-7 | 5501-8 5502-8 5503-8 5504-8 5505-8 5506-8 5507-8 5508-8 | 平成30年度 |
| 車輛編號 | 5509-1 5510-1 5511-1 5512-1 5513-1 5514-1 5515-1                 | 5509-2 5510-2 5511-2 5512-2 5513-2 5514-2 5515-2        | 5509-3 5510-3 5511-3 5512-3 5513-3 5514-3 5515-3        | 5509-4 5510-4 5511-4 5512-4 5513-4 5514-4 5515-4        | 5509-5 5510-5 5511-5 5512-5 5513-5 5514-5 5515-5        | 5509-6 5510-6 5511-6 5512-6 5513-6 5514-6 5515-6        | 5509-7 5510-7 5511-7 5512-7 5513-7 5514-7 5515-7        | 5509-8 5510-8 5511-8 5512-8 5513-8 5514-8 5515-8        | 令和元年度 |
| - 車輛編號在4位數字和1位數字間帶有連字符，四位數字中的前兩位數字表示型號，後兩位數字表示流水號，連字符後的一位數字表示第幾節車廂。 |                                                                  |                                                         |                                                         |                                                         |                                                         |                                                         |                                                         |                                                         |            |

## 相關事件
為慶祝5500型登場紀念，東京都交通局於YouTube官方頻道與松竹株式會社及歌舞伎演員合作，拍攝了一段紀錄片。
- 影片標題：KABUKI UNDERGROUND
- 演出：
  - 獅子：中村一太郎（日语：中村壱太郎）
  - 蝴蝶：上村紳太郎、市村大雅
- 使用歌曲
  - 曲名：鏡獅子（日语：春興鏡獅子）
  - 歌曲：芳村伊十郎 (第7代)（日语：芳村伊十郎 (7代目)）

## 外部連結
- 東京都交通局 5500形 （页面存档备份，存于） - 株式会社総合車両製作所
- 【都営交通×中村壱太郎】KABUKI UNDERGROUND＜浅草線5500形＞ （页面存档备份，存于） - YouTube都営交通公式チャンネル